# Gynoeryx bilineatus
Gynoeryx bilineatus är en fjärilsart som beskrevs av Griveaud 1959. Gynoeryx bilineatus ingår i släktet Gynoeryx och familjen svärmare. Inga underarter finns listade i Catalogue of Life.